# Meg Myers
Janice Demanda Meghan Myers (6 de octubre de 1986), conocida artísticamente como Meg Myers, es una cantante estadounidense, compositora y músico. Originalmente de Tennessee, Myers se mudó a Los Ángeles para comenzar una carrera musical y conoció a Doctor Rosen Rosen, con quien firmó un contrato discográfico. En 2012, Myers publicó su primer EP, Daughter in the Choir. Un año más tarde, firmó con Atlantic Records, con quienes publicó Make a Shadow EP (2014) y su álbum debut, Sorry (2015). Más tarde trabajará con 300 Entertainment  y publicará Take Me to the Disco (2018), su segundo álbum.

## Primeros años
Nacida en Nashville, Myers vivió los primeros cinco años de su vida en las Montañas Great Smoky, Tennessee, criada por sus padres, ambos testigos de Jehová. Tras el divorcio de estos, su madre se casó con un dibujante de cómics de Ohio, con quien se mudó junto a sus hermanos. Cuando cumplió 12 años, la familia se mudó a Florida, donde pasarían diez años. Durante este periodo, Myers comenzaría a cantar y escribir canciones con el piano. Comenzó a tocar en una banda llamada Feeling Numb, con su hermano.
Días antes de su vigésimo cumpleaños, Myers tomó la decisión de mudarse a Los Ángeles para comenzar su carrera musical. Allí comenzó a tocar y conoció a Rosen, con quien firmó su primer contrato discográfico. 

## Discografía

### Álbumes de estudio
| Título               | Detalles de álbum                                                                                                  | Posiciones de gráfico de la cumbre | Posiciones de gráfico de la cumbre | Posiciones de gráfico de la cumbre |
| Título               | Detalles de álbum                                                                                                  | EE. UU.                            | USA Alt                            | US Rock                            |
| -------------------- | --- | ---------------------------------- | ---------------------------------- | ---------------------------------- |
| Sorry                | - Publicado: 18 de septiembre de 2015 - Discográfica: Atlantic - Formatos: LP, CD, descarga digital, streaming     | 79                                 | 15                                 | 21                                 |
| Take Me to the Disco | - Publicado: 20 de julio de 2018 - Discográfica: 300 Entertainment - Formatos: LP, CD, descarga digital, streaming | 182                                | 17                                 | 40                                 |